# کرتینگا
کرتینگا (به آلمانی: Krottingen) در لیتوانی با جمعیت ۲۱٬۴۲۱ نفر است که در شهرستان کلایپدا واقع شده‌است.